# 林京子
林 京子（はやし きょうこ、1930年8月28日 - 2017年2月19日）は、日本の小説家、随筆家。長崎県生まれ。本姓宮崎。高女3年の時に爆心地近くの三菱兵器大橋工場で学徒動員中に被爆するも奇跡的に生還。結婚・出産を経て「文藝首都」の同人となり小説を書き始め、1975年「祭りの場」で群像新人文学賞・芥川賞受賞。以後、原爆症の不安を抱えながら死を意識し、生を見つめた作品を発表した。

## 略歴
1930年8月28日、長崎県長崎市出身。誕生の翌年、父（三井物産社員）の勤務地・上海に移住。1945年に帰国し、長崎県立長崎高等女学校（現長崎県立長崎東中学校・高等学校、長崎県立長崎西高等学校）3年に編入学。同年8月9日、市内大橋にある三菱兵器工場に学徒動員中、被爆した。配属された紙くず再生場は爆心地から1.4キロメートルの地点にあり、そこで瓦礫の下敷きになりながら自力で脱出し、外傷もなく助かった。同期生300数名のうち50数名が亡くなった。長崎医科大学附属厚生女学部専科（現長崎大学医学部）中退。1963年被爆者手帳を受ける。
被爆からおよそ30年を経て、その体験をモチーフに書きつづった短編『祭りの場』（『群像』1975.6）で第18回群像新人文学賞、および第73回芥川賞。実質文壇へ登場するきっかけとなった同作は芥川賞選考委員の井上靖らに激賞を受けるが、逆に安岡章太郎は「事実としての感動は重かったが、それが文学としての感動に繋がらなかった」と受賞に対して批判的であった。
受賞後に執筆した、十二の短編からなる連作『ギヤマン　ビードロ』にて芸術選奨文部大臣新人賞受賞の内示を受けるが、「被爆者であるから国家の賞を受けられない」として辞退。その後も自身の被爆体験や家庭における問題、上海での少女時代などをもとにした作品を展開していく。
1983年『上海』で女流文学賞、1984年『三界の家』で川端康成文学賞、1990年『やすらかに今はねむり給え』で谷崎潤一郎賞、2000年『長い時間をかけた人間の経験』で野間文芸賞、2006年『その全集に至る文学的功績』を評価され、2005年度朝日賞を受賞。
原爆を特権化する姿勢があるとして批判もあり、中上健次は「原爆ファシスト」と呼んだことがある。

## 林京子の文学
日本近代文学において、世界に類を見ない分野として日本の原爆文学がある。林京子は、その中で被爆作家として知られる。また、幼年期を中国・上海で過ごしたことも特筆される。中国との関わりをとりあげた作品（上海シリーズ三部作）が注目されている。国費留学生として法政大学国際文化学部で博士論文に取り組んでいた中国人学生の熊 芳（ション ファン　現在南昌大学外国語学院講師）は、中国（上海）との関わりをとりあげた林京子の作品（上海シリーズ三部作）を研究して著書を出版した。

## 著書
- 『祭りの場』講談社、1975　のち文庫
  - 収録作品：祭りの場 / 二人の墓標 / 曇り日の行進
- 『ギヤマン ビードロ』講談社、1978　のち「祭りの場・ギヤマン ビードロ」文芸文庫
  - 収録作品： 空罐 / 金比羅山 / ギヤマン ビードロ / 青年たち / 黄砂 / 響 / 帰る / 記録 / 友よ / 影 / 無明 / 野に
- 『ミッシェルの口紅』中央公論社、1980　のち文庫　　
  - 収録作品：老太婆の路地 / 群がる街 / はなのなかの道 / 黄浦江 / 耕地 / ミッシェルの口紅 / 映写幕
- 『無きが如き』講談社、1981　のち文芸文庫
- 『自然を恋う』中央公論社、1981
- 『上海』中央公論社、1983　のち文庫、講談社文芸文庫（「ミッシェルの口紅」併収）（1983年女流文学賞）
- 『三界の家』新潮社、1984　のち文庫
  - 収録作品：谷間の家 / 父のいる谷 / 家 / 煙 / 無事ー西暦一九八一年・原爆三七年 / 釈明 / 雨名月 / 三界の家
- 『道』文藝春秋、1985
- 『谷間』講談社、1988　『谷間・再びルイへ。』講談社文芸文庫 2016
  - 収録作品：谷間 / 蕗を煮る / 二月の雪 / 雛人形
  - 収録作品（文芸文庫版）：三界の家 / 谷間 / 残照 / 再びルイへ。
- 『ヴァージニアの青い空』中央公論社、1988　のち文庫
- 『ドッグウッドの花咲く町』影書房 1989
- 『輪舞』新潮社、1989　
  - 収録作品：さいたさいた / 周期 / 眠る人びと / ティキ・ルーム / ナンシーの居間
- 『やすらかに今はねむり給え』講談社、1991　のち文庫、文芸文庫（「道」併収）（1990年谷崎潤一郎賞）
- 『瞬間の記憶』新日本出版社 1992
- 『青春』新潮社、1994　のち文庫
- 『老いた子が老いた親をみる時代』講談社 1995
- 『樫の木のテーブル』中央公論社、1996　
  - 収録作品：ローズの帰国 / 感謝祭まで / アイノウイッツ / 樫の木のテーブル / 老上海 / 小雨に烟るキャプテン・クックの通り / 還暦の花嫁 / 芝居見物 / 旅行
- 『おさきに』講談社 1996
  - 収録作品：おさきに / それはそれは / ご先祖さま / おばんざい / まち
- 『予定時間』講談社 1998
- 『長い時間をかけた人間の経験』講談社、2000　のち文芸文庫（2000年野間文芸賞）
- 『希望』講談社 2005　のち文芸文庫
  - 収録作品（単行本版）：収穫 / ぶーらんこぶうらんこ / ほおずき提灯 / 希望 / 幸せな日日
  - 収録作品（文芸文庫版）：雛人形 / 収穫 / ぶーらんこぶうらんこ / ほおずき提灯 / 希望 / 幸せな日日
- 『林京子全集』全8巻、日本図書センター、2005

共著
- 『被爆を生きて 作品と生涯を語る』島村輝聞き手 岩波ブックレット 2011

## トーク番組
- ハイビジョン特集 被爆した女たちは生きた 長崎県女クラスメイトの65年（2010年8月9日NHK）